# 마르카뤼드시

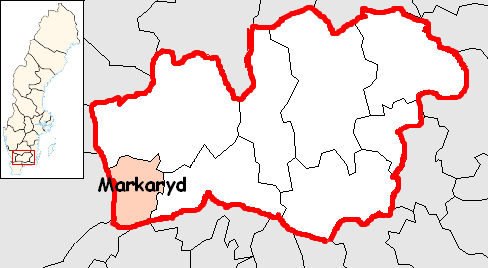
마르카뤼드 시의 위치

마르카뤼드시(스웨덴어: Markaryds kommun)는 스웨덴 크로노베리주에 위치한 지방 자치체로 행정 중심지는 마르카뤼드이며 면적은 532.83km2, 인구는 9,991명(2016년 12월 31일 기준), 인구 밀도는 19명/km2이다.

시 문장